# Kyzyłkija
Kyzyłkija (kaz. Қызылқия; ros. Кызылкия, Kyzyłkija) – wieś w Kazachstanie, w obwodzie turkiestańskim, w rejonie Kazygurt. W 2021 roku liczyła 4228 mieszkańców.
Do 2006 roku miejscowość nosiła nazwę Nowostrojka (kaz. Новостройка; ros. Новостройка).

## Ludność
W 1999 roku miejscowość miała 4078 mieszkańców (1999 kobiet i 2079 mężczyzn), w 2009 roku – 3892 mieszkańców (1913 kobiet i 1979 mężczyzn), a w 2021 roku – 4228 mieszkańców (2058 kobiet i 2170 mężczyzn).